# Невада (Огайо)
Невада (англ. Nevada) — селище (англ. village) в США, в окрузі Ваяндот штату Огайо. Населення — 706 осіб (2020).

## Географія
Невада розташована за координатами 40°49′8″ пн. ш. 83°7′52″ зх. д. / 40.81889° пн. ш. 83.13111° зх. д. (40.818777, -83.131189).  За даними Бюро перепису населення США в 2010 році селище мало площу 2,66 км², уся площа — суходіл.

## Демографія
Згідно з переписом 2010 року, у селищі мешкало 760 осіб у 295 домогосподарствах у складі 203 родин. Густота населення становила 286 осіб/км².  Було 334 помешкання (126/км²).
Расовий склад населення:
| - 97,1 % — білих - 0,1 % — корінних американців |

До двох чи більше рас належало 2,1 %. Частка іспаномовних становила 0,7 % від усіх жителів.
За віковим діапазоном населення розподілялося таким чином: 26,4 % — особи молодші 18 років, 60,8 % — особи у віці 18—64 років, 12,8 % — особи у віці 65 років та старші. Медіана віку мешканця становила 36,9 року. На 100 осіб жіночої статі у селищі припадало 99,0 чоловіків;  на 100 жінок у віці від 18 років та старших — 94,1 чоловіків також старших 18 років.
Середній дохід на одне домашнє господарство  становив 48 748 доларів США (медіана — 45 208), а середній дохід на одну сім'ю — 52 968 доларів (медіана — 52 857). Медіана доходів становила 40 677 доларів для чоловіків та 31 250 доларів для жінок. За межею бідності перебувало 11,1 % осіб, у тому числі 15,6 % дітей у віці до 18 років та 4,9 % осіб у віці 65 років та старших.
Цивільне працевлаштоване населення становило 386 осіб. Основні галузі зайнятості: виробництво — 32,6 %, освіта, охорона здоров'я та соціальна допомога — 17,6 %, роздрібна торгівля — 10,6 %, мистецтво, розваги та відпочинок — 8,5 %.